# 夏乐宫

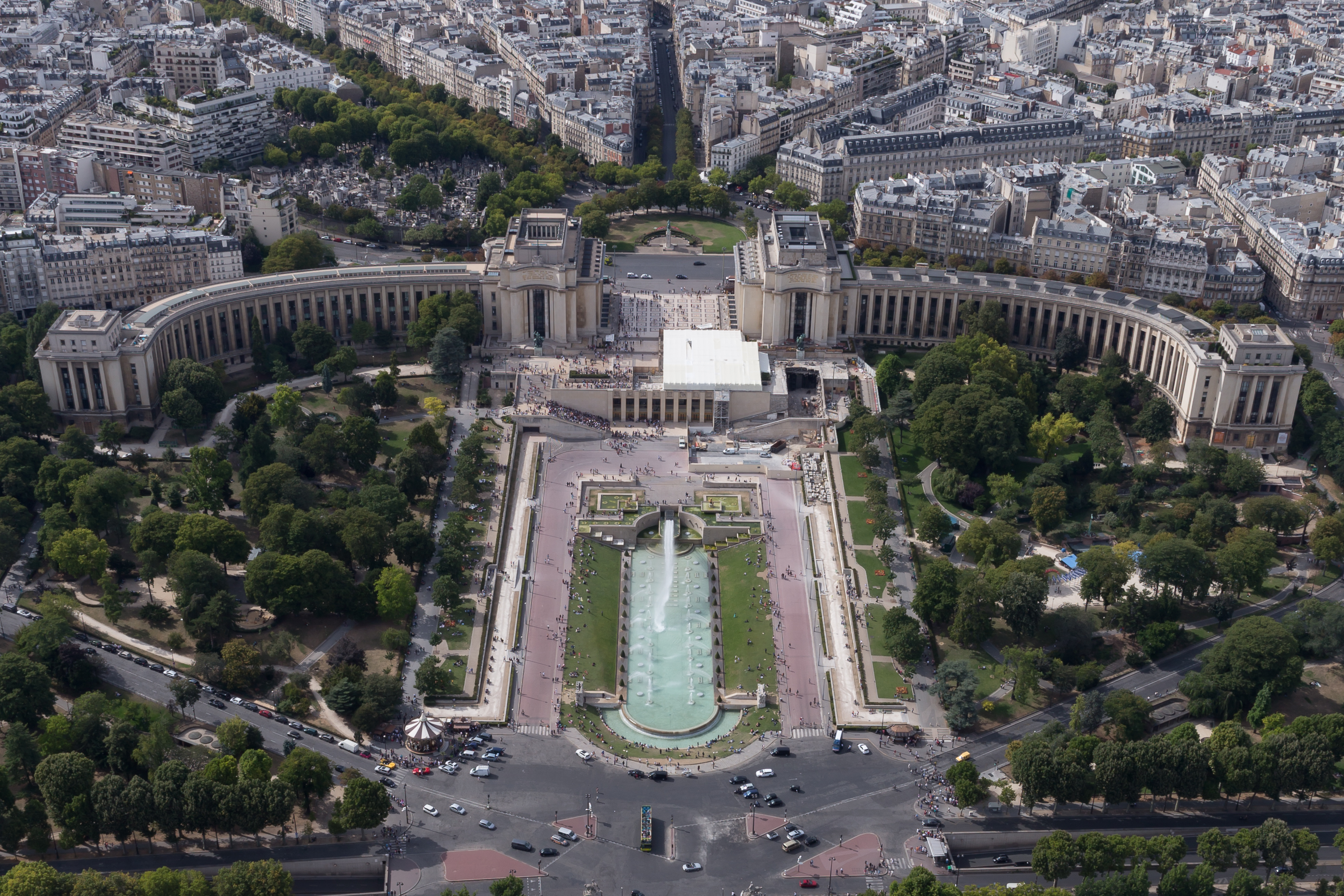
從埃菲爾鐵塔眺望夏樂宮和特羅卡德羅花園（攝於2015年）

夏乐宫（法語：Palais de Chaillot，法語發音：[pa.lɛ də ʃa.jo]）位于法国巴黎十六区，隔塞纳河与艾菲尔铁塔相对。夏乐宫地区又称为特罗卡德罗（法語：Trocadéro）。

## 名称的由来
夏乐原是当地村庄的名称。
特罗卡德罗是西班牙最南端加的斯湾的一个小岛，今天通过穿越海湾的大桥与加的斯相连。在特罗卡德罗战役中，1823年8月31日，未来的法国国王夏爾十世之子昂古莱姆公爵率领部队攻占了堡垒。法国出面干预，是代表受到叛乱威胁的西班牙国王斐迪南七世。
今天，广场正式名称为特罗卡德罗与11月11日广场（Place du Trocadéro et du 11 Novembre），通常简称为特罗卡德罗广场（Place du Trocadéro）。

## 老的特罗卡德罗宫
夏乐山被安排作1867年世界博览会场地。 

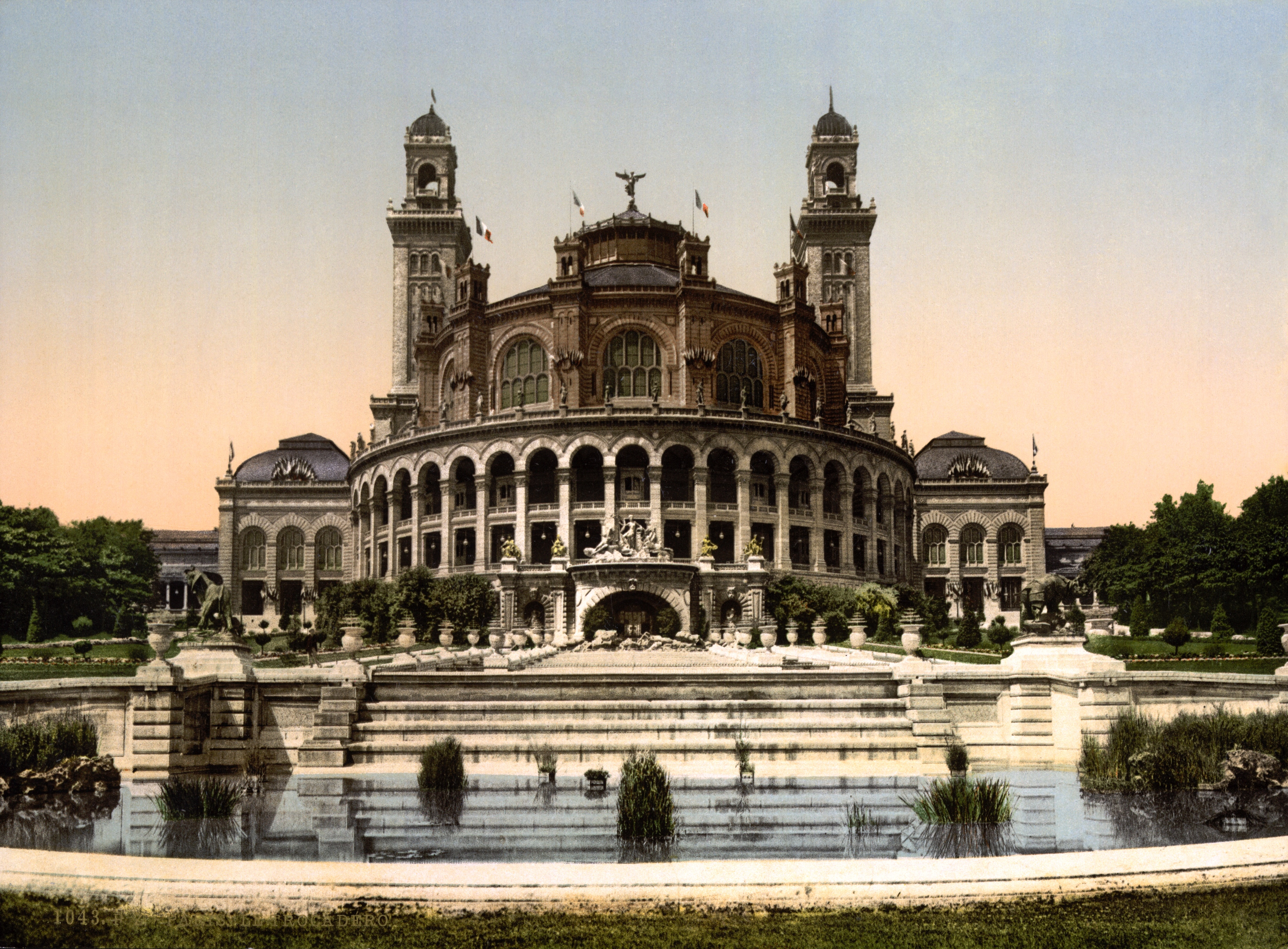

老的特罗卡德罗宫（Palais du Trocadéro）是为了1878年世界博览会而建，（国际组织可以在博览会期间在此举行会议）。宫殿的形式是一个大音乐厅，伸展出两翼，和两个塔楼；其风格是充满异国情调和历史典故的混合物，通常称为“摩尔式”，但是带有某些拜占庭元素。建筑师是Gabriel Davioud。音乐厅有大型的管风琴，这是法国音乐厅里的第一台大型管风琴（1977年迁往里昂的莫里斯拉威尔礼堂（Auditorium Maurice Ravel），今天仍在使用）。
在建筑下面留下了过去的地下采石场，改建为大型水族馆，容纳法国河流的鱼类。在1937年曾改造，自1985年再次关闭改造，直至2006年5月22日。宫殿和塞纳河之间的空间开辟为花园，由让-查尔斯·阿尔方设计，以及数组喷泉。
在旧特罗卡德罗宫的花园有两个大型动物雕像，犀牛和大象。它们在拆除旧宫时被移走，自1986年以来安放在奥赛博物馆入口的旁边。

## 新的夏乐宫
为了1937年世界博览会，老特罗卡德罗宫被拆除，代之以位于山顶的夏乐宫。它是流线型摩登风格，建筑师路易-伊波利特·布瓦洛、雅克·卡鲁和利昂·阿泽马。与旧宫一样，夏乐宫也设计成两翼的形状，形成一个宽阔的弧形：的确，两翼是建造在旧建筑的基础之上。然而，与旧宫不同，两翼是独立的建筑物，没有核心元素将其连接：取而代之的是一片宽阔的空地，使得从特罗卡德罗广场观看艾菲尔铁塔时保持广阔的视野。
夏乐宫现在设有许多博物馆：
- 国家海军博物馆（Musée national de la Marine）和人类博物馆（Musée de l'Homme）在南翼（帕西翼），
- 建筑与遗产城（Cité de l'Architecture et du Patrimoine），包括法国古迹博物馆（Musée national des Monuments Français），在东翼（巴黎翼），从此可进入位于地下的夏乐国家剧院（Théâtre national de Chaillot）。

1940年，希特勒在访问被征服的巴黎时，在夏乐宫留影，背景是艾菲尔铁塔。这成为第二次世界大战的标志性形象。 

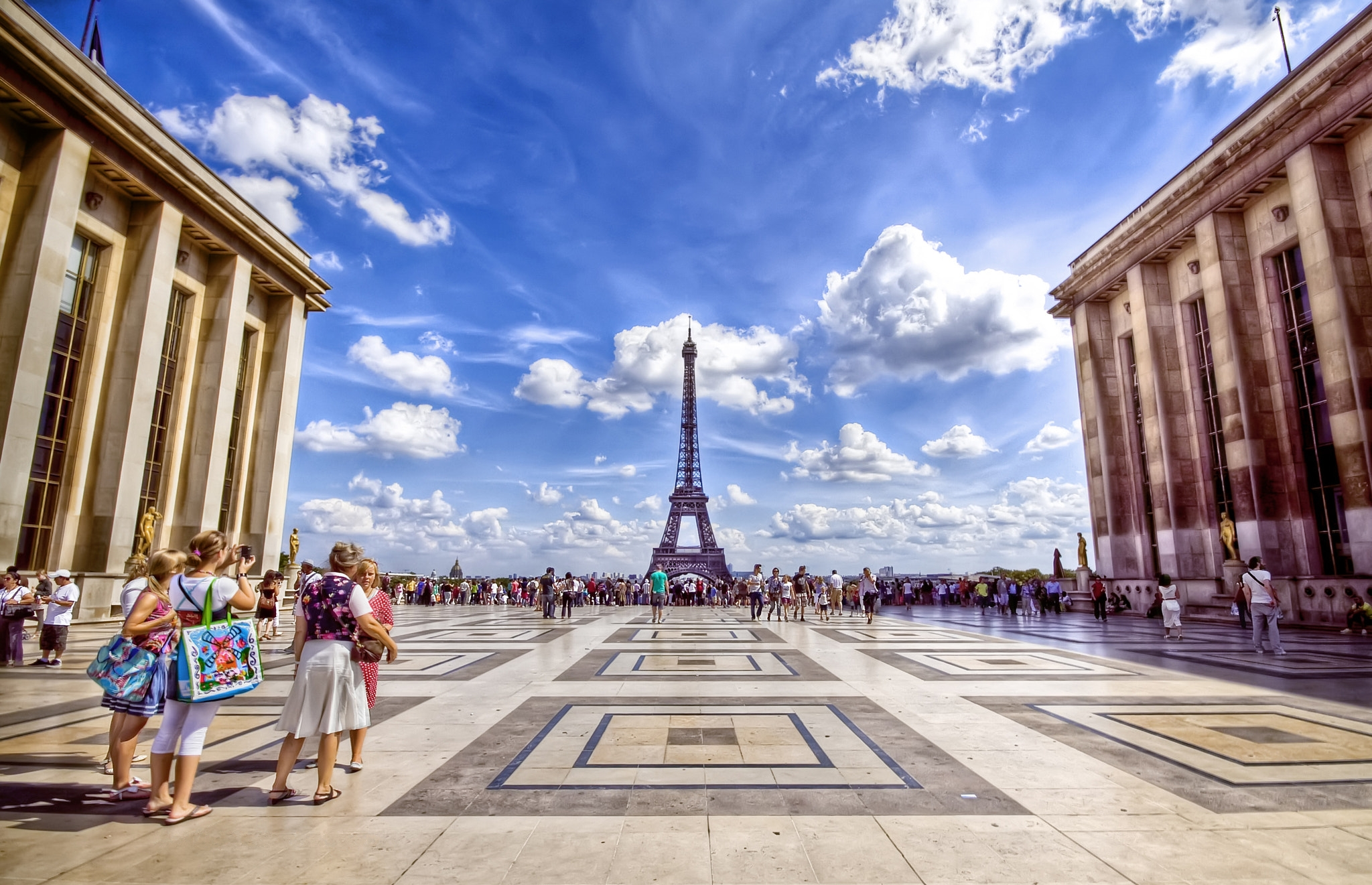
从人权广场遥望艾菲尔铁塔

1948年12月10日，在夏乐宫展开的联合国大会通过了世界人权宣言。现在用一块石头纪念这一事件，广场也被称为esplanade des droits de l'homme（“人权广场”）。夏乐宫亦是北约最初的总部“北约宫”（现巴黎第九大学所在地）。

## 其他
五条大街起源于特罗卡德罗：亨利-马丁大街（avenue Henri-Martin），通往米埃特门（porte de la Muette），经过詹森薩伊中學（lycée Janson de Sailly）门前；保罗杜摩尔大街（avenue Paul Doumer）也通往米埃特；德艾劳大街（avenue d'Eylau），通往墨西哥广场（Mexico Plaza）；克勒贝尔大街（avenue Kléber），通往戴高乐广场；威尔逊总统大街（avenue du Président Wilson）通往塞纳河和阿尔玛桥。Trocadero广场附近有一个大型的市立图书馆。保留了由法国工业家弗朗索瓦夸涅建造的特罗卡德罗墓地的围墙。François Coignet.